# خان مير
خان‌ مير هي قرية في مقاطعة أذر شهر، إيران. عدد سكان هذه القرية هو 1,803 في سنة 2006.